# Hervé Bourges
Pour les articles homonymes, voir Bourges.
Hervé Bourges, né le 2 mai 1933 à Rennes et mort le 23 février 2020 à Paris, est un journaliste et dirigeant de l'audiovisuel français, qui a également la nationalité algérienne.
Il est le directeur de l'École supérieure de journalisme de Lille en 1976. Il dirige ensuite Radio France internationale puis il est nommé à la tête de TF1 avant de devenir PDG de Radio Monte-Carlo. Le 19 décembre 1990, Hervé Bourges est nommé à la tête d'Antenne 2 et de FR3. C'est sous sa présidence que furent rebaptisées les deux chaînes publiques sous les appellations de France 2 et France 3 le 7 septembre 1992 formant ainsi le groupe France Télévisions.
Ses qualités politiques et diplomatiques le font nommer ambassadeur de France auprès de l'Unesco en 1993. Deux ans plus tard, désigné le 23 janvier 1995 par François Mitterrand, il dirige le CSA, imposant une certaine morale qui lui vaudra parfois d'être raillé par la profession. En 2001, Hervé Bourges devient président de l'Union internationale de la presse francophone.

## Biographie
Aîné d'une famille de sept enfants, fils de Joseph Bourges, ingénieur au Gaz de France, et de Marie-Magdeleine Desjeux, Hervé Bourges est élevé à Rennes puis à Reims où il est placé chez les jésuites,. Sorti premier de l'école de journalisme de Lille en 1956, il refuse un poste au Figaro, préférant une place à l'hebdomadaire Témoignage chrétien qui milite alors contre la guerre d'Algérie. Il se rallie à la cause de l'indépendance algérienne sans entrer dans le Réseau Jeanson. En janvier 1958, il est appelé à Metz pour servir sous les drapeaux puis affecté au sein d'une unité d'hélicoptères en Algérie. On lui confie l'organisation d'un théâtre aux armées et l'encadrement de jeunes d'Aïn Arnat, ville à proximité du camp. À son retour en 1960, il entre dans le cabinet d'Edmond Michelet, qui lui confie tous les dossiers de justice des prisonniers algériens. Hervé Bourges se lie avec les cinq dirigeants du FLN gardés à résidence au château de Turquant. Quand Michel Debré obtient le départ d'Edmond Michelet en août 1961, Hervé Bourges retourne au journalisme en Algérie pour Témoignage chrétien. 
En 1962, Hervé Bourges devient conseiller de Ben Bella dans l’Algérie indépendante et prend la nationalité algérienne. Ce dernier le charge en 1963 d'une mission secrète de réconciliation auprès du chef rebelle Hocine Aït Ahmed caché à l'époque dans les montagnes de Kabylie. Après le renversement de Ben Bella en 1965 par Houari Boumédiène, lorsque le ministre de l'information Bachir Boumaza, dans le cabinet duquel il travaille, s'enfuit en Tunisie, Hervé Bourges est arrêté en octobre 1966 et interrogé « sans ménagement » par la sécurité militaire algérienne. Il est très vite relâché grâce aux interventions de monseigneur Duval, d'Edmond Michelet, de Bernard Stasi, de Jacques Chirac et d'Abdelaziz Bouteflika,.
En 1970, il dirige l'école de journalisme de Yaoundé (Cameroun).
En 1976, il est nommé directeur de l'École supérieure de journalisme de Lille, à la suite de Robert Hennart. Il dirige ensuite Radio France internationale puis il est nommé à la tête de TF1 avant de devenir P-DG de Radio Monte-Carlo. Le 19 décembre 1990, Hervé Bourges est nommé à la tête d'Antenne 2 et de FR3 à la place de Philippe Guilhaume. C'est sous sa présidence que furent rebaptisés les deux chaînes publiques sous les appellations de France 2 et France 3 le 7 septembre 1992 formant ainsi le groupe France Télévisions.
Ses qualités politiques et diplomatiques le font nommer ambassadeur de France auprès de l'Unesco en 1993. Deux ans plus tard, désigné le 23 janvier 1995 par François Mitterrand, il dirige le CSA, imposant une certaine morale qui lui vaudra parfois d'être raillé par la profession. En 2001, Hervé Bourges devient président de l'Union internationale de la presse francophone. 
Il a écrit des ouvrages autobiographiques dont De mémoire d'éléphant, sur l'Algérie, pays qui lui tient à cœur. Il participe à un documentaire sur ce pays Algérie : naissance d'une nation (1956-1962) en 2003. Il publie à nouveau une rétrospective sur ses années télé Sur la télé : mes 4 vérités en 2005. En 2012, il est l'auteur du film documentaire en deux parties L'Algérie à l'épreuve du pouvoir réalisé par Jérôme Sesquin.
En 2012, France Télévisions lui a consacré un documentaire, Hervé Bourges, les braises et la lumière de Jérôme Sesquin produit par Flach Film Production. Ce film a été diffusé dans le cadre de la collection Empreintes de France 5.
Hervé Bourges meurt le 23 février 2020 dans un hôpital parisien. Ses obsèques se déroulent le 2 mars en l'église Saint-Eustache, suivies par sa crémation au crématorium du Père-Lachaise.

### Études
- École supérieure de journalisme de Lille
- Doctorat d'État en science politique (1981)[12]

### Carrière
- 1956 : rédacteur en chef de Témoignage chrétien
- 1962 : conseiller du président Ahmed Ben Bella (après l'indépendance, il prend la nationalité algérienne[13])
- 1970 : directeur de l'École supérieure de journalisme de Yaoundé (Cameroun)
- 1976 : directeur, puis président de l'École supérieure de journalisme de Lille
- 1980 : porte-parole du directeur général de l'UNESCO
- 1981 : directeur général de Radio France internationale
- 1983 : président de TF1 (jusqu'à sa privatisation en 1987)
- 1988 : président de Canal+ Horizons
- 1989 : directeur général de RMC, président de la Sofirad et de la radio Nostalgie
- 1990 : président de A2/FR3, jusqu'en septembre 1992 où Antenne 2 et FR3 sont devenues France 2 et France 3, formant ainsi le Groupe France Télévisions
- 1993 : ambassadeur de la France auprès de l'UNESCO
- 1995 : président du Conseil supérieur de l'audiovisuel
- 2001 : président de l'Union internationale de la presse francophone (UPF)
- 2009 : président du Comité permanent de la diversité de France Télévisions
- 2010 : président du jury académique pour la distinction des personnalités lors du cinquantenaire des indépendances africaines

Il a beaucoup été brocardé par Les Guignols de l'info avec sa caricature moraliste du paysage audiovisuel français.
Il est l'auteur de la phrase : « J'aime pas que vous parliez de « cabanis ».

## Distinction et récompense
Hervé Bourges est officier de la Légion d'honneur depuis le 5 mai 1998. Il est promu au grade de commandeur de la Légion d'honneur le 14 juillet 2011.
Le club audiovisuel de Paris a attribué le « Laurier du meilleur documentaire » au film L'Algérie à l'épreuve du pouvoir dans le cadre des Lauriers de la radio et de la télévision 2013.

## Publications
- L'Algérie à l'épreuve du pouvoir, Grasset, 1967
- La Révolte étudiante, Le Seuil 1968
- Décoloniser l'information, Cana, 1976
- Les cinquante Afriques, en collaboration avec C. Wauthier, Éditions du Seuil, 1978
- Une chaîne sur les bras, Éditions du Seuil, 1987
- La Télévision du public, Flammarion, 1993
- De mémoire d'éléphant, Grasset, 2000  (ISBN 978-2-246-60321-4)
- Sur la télé : mes 4 vérités, Ramsay, 2005  (ISBN 978-2-84114-722-9)
- Léopold Sedar Senghor : Lumière Noire, Éditions Mengès 2006  (ISBN 978-2-85620-467-2)
- Ma rue Montmartre, Petite chronique citadine, médiatique et politique, Ramsay, 2007  (ISBN 978-2-84114-801-1)
- L'Afrique n'attend pas, Actes Sud, 2010  (ISBN 978-2-7427-9347-1)
- Pardon My French. La langue française, un enjeu du XXIe siècle, Karthala, 2014  (ISBN 978-2-8111-1113-7)
- J'ai trop peu de temps à vivre pour perdre ce peu : Abécédaire intime, Le Passeur éditeur, 2016